# Централни масив
Централни масив (фр. Le Massif central) је планински масив у средишњем делу јужне Француске. Покрива површину од 85.000 km² (15% француске територије). Планине овог масива су старе громадне и формиране су пре 500 милиона година. Вулканска активност у овом региону је престала пре око 10.000 година. Област обухвата око 450 угашених вулкана, што је највећа концентрација на свету. Највиши врх је Пиј де Санси (Puy de Sancy) на 1.886 метара висине. Централни масив од Алпа одвајају долине река Рона и Саона.
Два француска региона се налазе у Централном масиву (Оверња и Лимузен), као и део неких других.
Четири француска департмана се у целини налазе у области ових планина: Аверон, Лозер, Кантал и Горња Лоара. Департмани који делом припадају овом масиву су: Алије, Ардеш, Корез, Крез, Горња Вијена, Лоара, Лот и Пиј де Дом. Највећи градови су Клермон Феран и Сент Етјен.
Термин Централни масив је скоријег порекла и први пут се појавио 1841.